# Montvalen
Montvalen é uma comuna francesa na região administrativa de Occitânia, no departamento de Tarn. Estende-se por uma área de 11,73 km². Em 2010 a comuna tinha 238 habitantes (densidade: 20,3 hab./km²).